# Kristina Helfrich
Kristina Helfrich (* 1984) ist eine bayerische Schauspielerin.

## Leben
Helfrich ist die Tochter von Mona Freiberg und Bernd Helfrich, sowie die Enkeltochter von Amsi Kern. Nach ihrer Schulausbildung erlernte sie zunächst den Beruf der Tierarzthelferin. Später wechselte sie an das elterliche Chiemgauer Volkstheater und ist dort als Schauspielerin und im Theaterbüro tätig.

## Filmographie
Es handelt sich bei den genannten sämtlich um TV-Aufzeichnungen aus dem Chiemgauer Volkstheater. Helfrich wirkte bis zu zum Ende der Zusammenarbeit des Bayerische Rundfunks mit dem Chiemgauer Volkstheater im Jahr 2019 in zahlreichen Stücken mit.
- 2005: Wenn der Hund nimmer bellt
- 2007: Abschlag ins Glück
- 2007: Hochzeit auf Raten
- 2008: Karriere auf der Alm
- 2009: Der bezahlte Urlaub
- 2009: Einmal Rentner, immer Rentner
- 2016: A Kufern
- 2018: Zoff im Puff